# 日本の鹿児島で娘を蘇らす聖フランシスコ・ザビエル
『日本の鹿児島で娘を蘇らす聖フランシスコ・ザビエル』 (にほんのかごしまでむすめをよみがえらすせいフランシスコ・ザビエル、仏: Saint François-Xavier rappelant à la vie la fille d'un habitant de Cangoxima (Kagoshima), au Japon、英: St. Francis Xavier Reviving the Daughter of a Resident of Cangoxima (Kagoshima), Japan) は、17世紀のフランスの画家ニコラ・プッサンが制作した油彩画で、プッサンによる最大の祭壇画である。ローマに居住していたプッサンが一時的にフランスに帰国し、パリに滞在していた1641年に、フランソワ・スュブレ・ド・ノワイエ が自身の設立したパリのイエズス会修道院礼拝堂の高祭壇のために委嘱した。作品は1763年にルイ15世に取得され、現在、パリのルーヴル美術館に所蔵されている。

## 主題
本作は、日本の鹿児島 (当時の表記では「Cagoxima」) に滞在していたフランシスコ・ザビエルが死んだ娘を蘇らせた奇跡を描いているとされる。「日本」と記したのは17世紀イタリアの美術理論家ジョヴァンニ・ピエトロ・ベッローリ (1672年) で、「鹿児島」と記したのはダルジャンヴィル (1749年) である。しかし、この逸話は事実にもとづいたものではない。
ザビエルの死後、日本を訪れた多くの宣教師の1人に有名なルイス・デ・アルメイダと呼ばれる人物がおり、彼は1583年に鹿児島で病気の娘を治癒させた。この話は、有名な『日本史』を書いた宣教師ルイス・フロイスがローマに報告した古文書の中に確認できる。一方、ヨーロッパではザビエルの伝記が無数に著されたが、トルセリーノ (Torsellino) が16世紀末にローマにおいてラテン語で書いた伝記によれば、「アルメイダが病気の娘を治癒した」のではなく、「ザビエルが死んだ娘を蘇らせた」となっている。1641年7月にポール・フレアール・ド・シャントルーに宛てた手紙の中で、プッサンはフランシスコ・ザビエルとイグナチオ・デ・ロヨラについての書物を読んだことを記しているが、その書物とは1608年にフランス語に翻訳されたトルセリーノによる伝記である。

## 作品

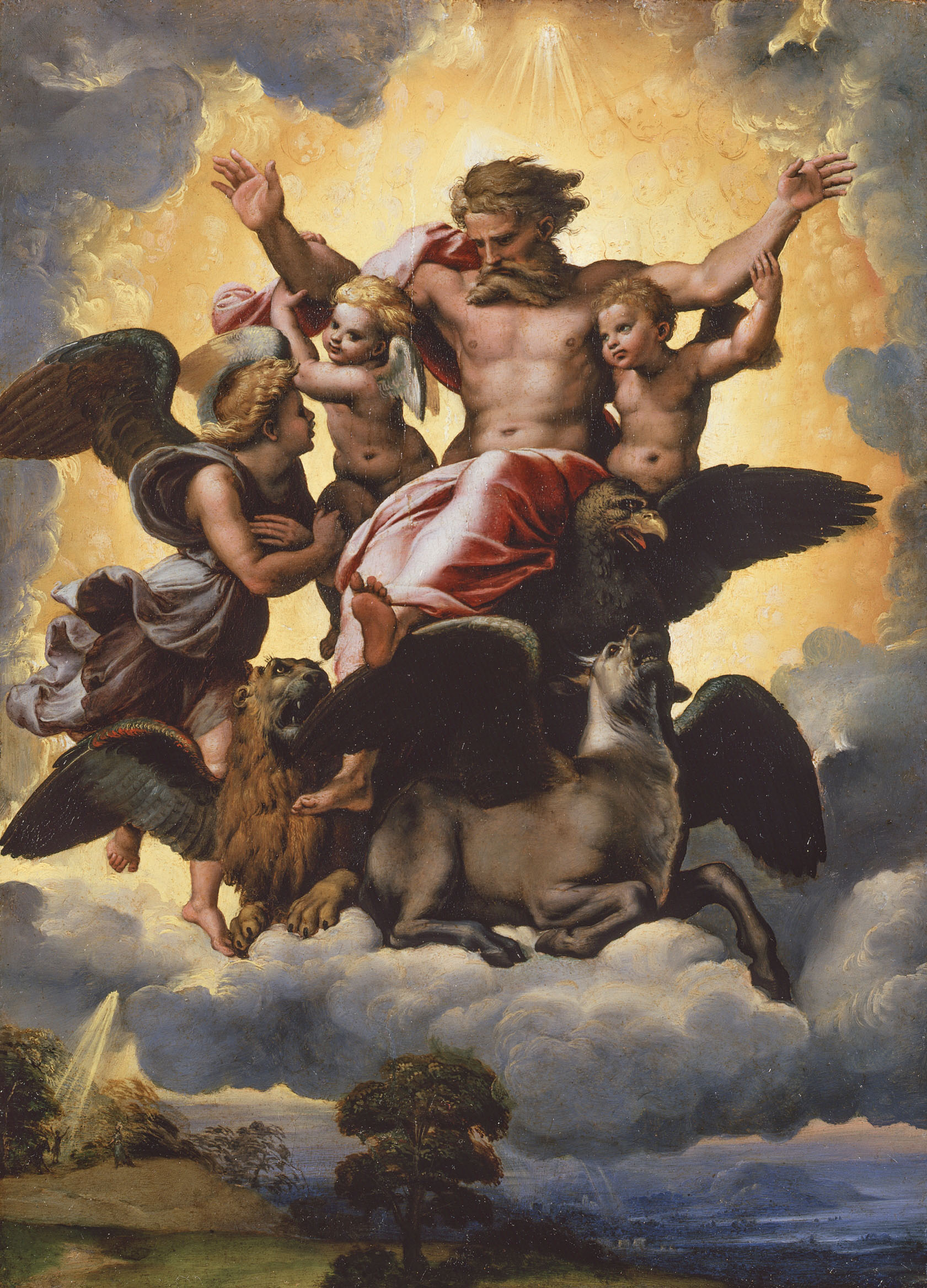
ラファエロ『エゼキエルの幻視』(1510年ごろ)、パラティーナ美術館、フィレンツェ

上下2つに切断されたような画面に、イエス・キリストが2人の天使に支えられて顕現している。中央には祈るザビエルがおり、キリストに祈る仕草がその手の形からわかる。金のベッドには死んだはずの娘が今、右腕を伸ばしはじめ、右ひざを立て、蘇りつつある。感動した母が両手を伸ばし、枕もとの1人の女性が介抱している。ベローリによれば、その周りを「インド人にとっては大変自然な」頭髪をした男たちが取り囲み、その中の1人が「愚かな」父親だとされる。プッサンは、ピーテル・パウル・ルーベンスの『聖フランシスコ・ザビエルの奇蹟』 (美術史美術館、ウィーン) の版画を知っていたのではないかと推測される。インド人のものと形容された頭髪がその版画にも認められるからである。
プッサンの手紙には、本作が1641年の9月から12月の間に「あまりにも急いで」描かれ、本来なら「もっとうまくいくはずであった」と記されている。絵画は、個々の人物たちの示す感情表現の多様さゆえに評価された。しかし、1685年のフェリビアン (Félibien) の証言によれば、パリ滞在中のプッサンに強い敵意を抱いていたパリ画壇のシモン・ヴーエは、キリストの姿が「慈悲の神」というより、「怒れるユーピテル」に似ていると激しく非難した。プッサンもまた、キリストに「ひよわな顔つき」をさせようとは考えなかったのだと言い返した。一方、1650年代半ばごろ、ソヴァル (Sauval) はこのキリストの荘厳で神聖な態度を賞賛し、ラファエロにも匹敵するプッサンの画才を証言している。この裸体で、腕を伸ばすキリストの胸像は、実際にラファエロやアンニーバレ・カラッチらカラッチ一族のものに一般的な類型である。